# Jean-Baptiste Augustin Darbefeuille
Jean-Baptiste Augustin Darbefeuille, né le 27 août 1756 à Nantes (Loire-Atlantique) et mort le 17 novembre 1831 à Nantes, est un chirurgien, professeur de pathologie français.

## Biographie
Chirurgien et professeur de pathologie sous l'Ancien Régime, il est incarcéré durant la Terreur nantaise successivement dans les prisons de Sainte-Claire et de l'Épronière. Libéré au bout d'un mois, il persuade le comité révolutionnaire de former une commission de salubrité afin de traiter l'épidémie de typhus. Témoins des atrocités commises à Nantes, Darbefeuille témoigne contre le comité révolutionnaire de Nantes lors du procès intenté à ses membres (25 vendémiaire an II - 16 octobre 1794). En 1795 il est chargé par la municipalité de Nantes d'une mission auprès la Convention. En 1797, il est nommé chirurgien en chef de l'Hôtel-Dieu de Nantes. 
En 1816, sous la Restauration, il est démis de ses fonctions de chirurgien en chef et de professeur et exilé à Orléans. Il est réhabilité en 1819 et réintégré dans ses fonctions. Docteur en médecine, il est l'auteur de plusieurs publications médicales. 
Il meurt, en 1831, après avoir démissionné de ses charges l'année précédente, et est enterré au cimetière La Bouteillerie à Nantes.

## Hommage
- Place Jean-Baptiste-Darbefeuille, à Nantes